# Michaľany
Michaľany (in ungherese Alsómihályi) è un comune della Slovacchia facente parte del distretto di Trebišov, nella regione di Košice.